# Johann Wilhelm Meigen
Johann Wilhelm Meigen est un entomologiste allemand, né le 3 mai 1764 à Solingen et mort le 11 juillet 1845 à Stolberg près d'Aix-la-Chapelle.

## Biographie
Il est le cinquième d'une fratrie de huit enfants. D'un milieu très modeste, ses parents tiennent une épicerie à Solingen. Il s'intéresse à la nature dès son jeune âge et commence ainsi, à une dizaine d'années, sa première collection de papillons. Il reçoit une première éducation en mathématique et particulièrement en français.
Il se rend en 1784 à Aix-la-Chapelle pour y servir comme précepteur auprès d'un marchand, M. Pelzer. Un de ses cousins, Johann Matthias Baumhauer (1759-1818), marchand de laine, se passionnait pour l'entomologie et détenait une collection, notamment de papillons, renommée (aujourd'hui en partie conservée au musée de zoologie de l'université de Liège). Bientôt, le jeune Meigen l'assiste dans la l'entretien de sa collection qui comptait près de 1 200 espèces (une partie de celle-ci sera acquise, après la mort de Baumhauer, par le muséum de Leyde).
Il commence alors à considérer plus scientifiquement sa collection et réussit à se procurer quelques ouvrages d'entomologie lui permettant de déterminer ses spécimens. Il fait ses premières constatations scientifiques, notamment sur la nervation des ailes des mouches qui met en question les genres définis par Carl von Linné, sans savoir que Thaddeus William Harris (1795-1856) en Grande-Bretagne et Louis Jurine (1749-1819) à Genève avaient abouti à des conclusions similaires. Il se procure alors les travaux de Johan Christian Fabricius (1745-1808). Afin de mieux étudier les ailes des diptères, il acquiert un microscope d'un grossissement de 20 dans une foire à Leyde.
À l'automne 1786, l'organiste de Solingen meurt. Comme ce poste va de pair avec l'enseignement du français, il est proposé à Meigen. Les avantages liées à cette fonction et au rapprochement avec sa famille que cela lui offre, Meigen accepte. En 1792, il commence à étudier le dessin tout en continuant à enseigner le français dans les écoles autour d'Aix-la-Chapelle.
En 1801, il rencontre le comte de Lacépède (1756-1825) venu à Stolberg pour y visiter des brasseries. Meigen lui montre ses dessins de diptères. En 1802, il est invité par Johann Karl Wilhelm Illiger (1775-1813) et le comte Johann Centurius von Hoffmannsegg (1766-1849) à venir les voir à Aix-la-Chapelle où ils prennent alors les bains.
C'est grâce à Illiger que les premiers travaux de Meigen vont pouvoir paraître. La même année, Fabricius, en visite à Paris, découvre les travaux de Meigen et sollicite un rendez-vous. Les deux hommes se rencontrent à Stolberg. Fabricius reproche à Meigen de ne pas suivre une méthode de classification fondée sur une seule partie du corps, mais d'en changer en fonction de ses besoins.
L'année 1808 est difficile car le nombre d'étudiants en français diminue considérablement. Il obtient alors un poste de secrétaire auprès d'une ligue de marchands. En 1812, il est appointé par le gouvernement français auprès du gouvernement d'Aix-la-Chapelle.
La période 1816-1817 est très difficile pour Meigen qui perd une grande partie de ses cours et a beaucoup de mal à nourrir sa famille qui comprend alors sept enfants.
Il est alors chargé de donner une suite à sa publication de 1804. Pour cela, il reçoit de l'argent des rois de Prusse, du Danemark, de Wurtemberg, de l'empereur d'Autriche... On lui confie les spécimens des collections des muséums de Vienne et de Berlin (où les collections d'Hoffmannsegg sont conservées) ainsi que de celles provenant de Peter Simon Pallas (1741-1811).
Il publie en 1818 le premier volume d'une faune sur les insectes diptères, Systematische Beschreibung der bekannten Europäischen zweiflügeligen Insekten, qui sera suivie de six autres, le dernier paraissant en 1838. On lui doit, en 1830, la description de Drosophila melanogaster.
Il est chargé, en 1818, par la veuve de Baumhauer, de déterminer le contenu de sa collection d'au moins 50 000 spécimens venant d'Allemagne, de France, des Pyrénées, des Alpes, du Nord de l'Italie. Après son travail, la collection est revendue pour 1 100 guinées hollandaises aux muséums de Leyde et de Liège.
Il est invité par Christian Rudolph Wilhelm Wiedemann (1770-1840) à Hambourg pour mettre en ordre la collection de Fabricius en 1823. Il visite alors la Suède et le Danemark et rapporte plus de 600 dessins naturalistes.